# US F1 Team
US F1 Team (United States Formula one Team) was een voorgesteld raceteam, dat vanaf 2010 deel wilde deelnemen aan het WK Formule 1. Het team kwam aanvankelijk met de naam USF1, maar deze werd niet goedgekeurd door de organisatie van de Formule 1. Nadien kwamen ze met de naam USGPE (United States Grand Prix Engineering), maar er werd uiteindelijk gekozen voor 'US F1 Team'. Het team was in handen van Ken Anderson, voormalig teambaas van het Franse F1 team van Ligier. De bedoeling was dat het team vanaf het seizoen 2010 aan de start zou verschijnen met twee Amerikaanse coureurs, maar er werd gekozen voor coureurs die het meeste geld mee zouden brengen.

## Coureurs
José María López werd bevestigd als een van de coureurs voor 2010. Maar toen bekend werd dat het team in zware financiële problemen zat, werd het contract verbroken en López moest verder kijken voor een stoeltje, maar dat liep overal vast.

## Financiën
Een van de oprichters van YouTube, Chad Hurley zou voor 2010 optreden als belangrijkste investeerder van het team.
US F1 Team heeft heel seizoen 2010 niet kunnen meerijden wegens financiële problemen. Het team is uiteindelijk nooit van de grond gekomen en heeft nooit deel genomen aan de Formule 1.